# Turrell
Turrell – miasto w Stanach Zjednoczonych, w stanie Arkansas, w hrabstwie Crittenden.